# Puchar Ukrainy w piłce nożnej (2012/2013)
Puchar Ukrainy 2012/2013 (oficjalna nazwa: DataGroup Puchar Ukrainy w piłce nożnej, ukr. Datagroup-Кубок України з футболу) - XXII rozgrywki ukraińskiej PFL, mające na celu wyłonienie zdobywcy krajowego Pucharu, który zakwalifikuje się tym samym do Ligi Europy UEFA sezonu 2013/14. Sezon trwał od 25 lipca 2012 do 22 maja 2013.
W sezonie 2012/2013 rozgrywki te składały się z:
- I rundy wstępnej,
- II rundy wstępnej,
- meczów 1/16 finału, w której dołączyły zespoły Premier-lihi sezonu 2012/2013,
- meczów 1/8 finału,
- meczów 1/4 finału,
- meczów 1/2 finału,
- meczu finałowego.

## Drużyny
Do rozgrywek Pucharu przystąpiło 57 klubów Premier, Pierwszej i Drugiej Lihi oraz Zdobywca i Finalista Pucharu Ukrainy 2011 roku spośród drużyn amatorskich.
| Kluby Premier Lihi: | Kluby Pierwszej Lihi: | Kluby Drugiej Lihi: | Finaliści Pucharu Ukrainy spośród drużyn amatorskich:    |
| - Arsenał Kijów - Czornomoreć Odessa - Dnipro Dniepropetrowsk - Dynamo Kijów - Howerła Użhorod - Illicziweć Mariupol - Karpaty Lwów - Krywbas Krzywy Róg - Metalist Charków - Metałurh Donieck - Metałurh Zaporoże - Szachtar Donieck - Tawrija Symferopol - Wołyń Łuck - Worskła Połtawa - Zoria Ługańsk | - Arsenał Biała Cerkiew - Awanhard Kramatorsk - Bukowyna Czerniowce - FK Odessa - FK Połtawa - FK Sewastopol - FK Sumy - Helios Charków - Krymtepłycia Mołodiżne - MFK Mikołajów - Naftowyk-Ukrnafta Ochtyrka - Obołoń Kijów - Olimpik Donieck - FK Ołeksandrija - Stal Ałczewsk - Tytan Armiańsk - Zirka Kirowohrad | - Bastion Iljiczewsk - Desna Czernihów - Dynamo Chmielnicki - Enerhija Nowa Kachowka - FK Lwów - FK Tarnopol - Hirnyk Krzywy Róg - Hirnyk-Sport Komsomolsk - Jednist' Płysky - Kremiń Krzemieńczuk - Krystał Chersoń - Makijiwwuhilla Makiejewka - Myr Hornostajiwka - Nywa Tarnopol - Real Pharm Jużne - SKA Odessa - Skała Stryj - Sławutycz Czerkasy - Stal Dnieprodzierżyńsk - Szachtar Swerdłowśk - UkrAhroKom Hołowkiwka - Żemczużyna Jałta | - FK Bucza (zdobywca) - Hwardijeć Hwardijśke (finalista) |

## Terminarz rozgrywek

### I runda wstępna (1/64)
Mecze rozegrano 25 lipca 2012.
| Hwardijeć Hwardijśke      | +:– | Bastion Iljiczewsk      | mecz nie odbył się przez rezygnację Bastiona |
| Skała Stryj               | 0:1 | Dynamo Chmielnicki      |                                              |
| FK Bucza                  | 1:2 | UkrAhroKom Hołowkiwka   |                                              |
| Makijiwwuhilla Makiejewka | 1:1 | Hirnyk-Sport Komsomolsk | dod., k.3:5                                  |
| Kremiń Krzemieńczuk       | 4:0 | Jednist' Płysky         |                                              |
| Real Pharm Jużne          | 0:1 | Nywa Tarnopol           |                                              |
| Stal Dnieprodzierżyńsk    | +:– | Myr Hornostajiwka       | mecz nie odbył się przez rezygnację Myru     |
| SKA Odessa                | 0:2 | Żemczużyna Jałta        |                                              |
| Krystał Chersoń           | 3:1 | FK Tarnopol             |                                              |

### II runda wstępna (1/32)
Mecze rozegrano 22 sierpnia 2012.
| Hirnyk Krzywy Róg       | 1:3 | Stal Ałczewsk              |                                             |
| Nywa Tarnopol           | 1:1 | Zirka Kirowohrad           | dod., k. 4:2                                |
| FK Odessa               | 3:2 | FK Połtawa                 | dod.                                        |
| Helios Charków          | 3:0 | Olimpik Donieck            |                                             |
| Krystał Chersoń         | 0:1 | Krymtepłycia Mołodiżne     |                                             |
| FK Sewastopol           | 1:0 | Bukowyna Czerniowce        |                                             |
| Obołoń Kijów            | 2:0 | Arsenał Biała Cerkiew      |                                             |
| Żemczużyna Jałta        | 2:2 | Tytan Armiańsk             | dod.po 1:1, k. 4:2                          |
| Szachtar Swerdłowśk     | 2:1 | FK Ołeksandrija            | dod.                                        |
| Hwardijeć Hwardijśke    | 1:3 | UkrAhroKom Hołowkiwka      |                                             |
| Hirnyk-Sport Komsomolsk | 2:0 | Naftowyk-Ukrnafta Ochtyrka |                                             |
| Dynamo Chmielnicki      | 0:2 | Desna Czernihów            |                                             |
| Enerhija Nowa Kachowka  | 0:1 | Sławutycz Czerkasy         | dod.                                        |
| Awanhard Kramatorsk     | 1:0 | FK Sumy                    |                                             |
| Kremiń Krzemieńczuk     | 2:1 | MFK Mikołajów              |                                             |
| Stal Dnieprodzierżyńsk  | +:– | FK Lwów                    | mecz nie odbył się przez rezygnację FK Lwów |

### 1/16 finału
Mecze rozegrano 23 września 2012, z wyjątkiem meczów Stal Ałczewsk - Arsenał Kijów oraz Czornomoreć Odessa - Metałurh Donieck, które odbyły się 22 września 2012.
| Szachtar Donieck        | 4:1 | Dynamo Kijów           |              |
| Czornomoreć Odessa      | 2:0 | Metałurh Donieck       |              |
| Żemczużyna Jałta        | 0:1 | Dnipro Dniepropetrowsk |              |
| Awanhard Kramatorsk     | 1:1 | Zoria Ługańsk          | dod., k. 4:3 |
| Desna Czernihów         | 1:2 | Worskła Połtawa        |              |
| FK Sewastopol           | 2:1 | Krywbas Krzywy Róg     |              |
| Szachtar Swerdłowśk     | 2:1 | FK Odessa              |              |
| Kremiń Krzemieńczuk     | 0:2 | Nywa Tarnopol          |              |
| Stal Dnieprodzierżyńsk  | 0:6 | Illicziweć Mariupol    |              |
| Sławutycz Czerkasy      | 1:3 | Wołyń Łuck             | dod.         |
| Hirnyk-Sport Komsomolsk | 0:2 | Tawrija Symferopol     |              |
| Krymtepłycia Mołodiżne  | 0:2 | Karpaty Lwów           |              |
| Obołoń Kijów            | 1:4 | Metalist Charków       |              |
| UkrAhroKom Hołowkiwka   | 1:1 | Metałurh Zaporoże      | dod., k. 5:4 |
| Stal Ałczewsk           | 2:3 | Arsenał Kijów          | dod. 1:1     |
| Helios Charków          | 0:1 | Howerła Użhorod        |              |

### 1/8 finału
Mecze rozegrano 31 października 2012.
| Karpaty Lwów           | 2:1 | Metalist Charków    | dod. |
| UkrAhroKom Hołowkiwka  | 1:2 | Czornomoreć Odessa  |      |
| Dnipro Dniepropetrowsk | 2:0 | Illicziweć Mariupol |      |
| Worskła Połtawa        | 2:3 | Tawrija Symferopol  |      |
| Howerła Użhorod        | 1:4 | Szachtar Donieck    |      |
| Nywa Tarnopol          | 0:2 | FK Sewastopol       |      |
| Awanhard Kramatorsk    | 0:1 | Arsenał Kijów       |      |
| Szachtar Swerdłowśk    | 0:2 | Wołyń Łuck          |      |

### 1/4 finału
Mecze rozegrano 17 kwietnia 2013.
| FK Sewastopol    | 1:1 | Tawrija Symferopol     | dod., k. 4:1 |
| Wołyń Łuck       | 0:2 | Dnipro Dniepropetrowsk |              |
| Szachtar Donieck | 2:1 | Karpaty Lwów           |              |
| Arsenał Kijów    | 1:2 | Czornomoreć Odessa     |              |

### 1/2 finału
| 8 maja 2013 17:00 | FK Sewastopol · Tkaczow 38' (72) | 2:4Raport | Szachtar Donieck · Adriano 9' (65) · Mchitarjan 19' (54) | Stadion SK Sewastopol, Sewastopol Widzów: 5 500 Sędzia: Jurij Możarowski (Lwów) |
|                   |                                  |           |                                                          |                                                                                 |

| 8 maja 2013 19:30 | Czornomoreć Odessa · Fontanello 63' · de Matos 68' | 2:1Raport | Dnipro · Matheus 6' | Stadion Centralny Czornomoreć, Odessa Widzów: 34 000 Sędzia: Anatolij Abduła (Charków) |
|                   |                                                    |           |                     |                                                                                        |

### Finał
| 22 maja 2013 19:30 | Szachtar Donieck · Fernandinho 40' · Teixeira 53' · Taison 73' | 3:0Raport | Czornomoreć Odessa | Stadion Metalist, Charków Widzów: 40 003 Sędzia: Jewhen Aranowski (Kijów) |
|                    |                                                                |           |                    |                                                                           |

| Zdobywca Pucharu Ukrainy 2012/13 |
| -------------------------------- |
| Szachtar Donieck 9 tytuł         |
| ...                              |